# Тютюн (рослина)
Тютю́н (Nicotiana) — рід однорічних і багаторічних рослин родини пасльонових (Solanaceae), що містить понад 70 видів. Батьківщиною видів роду є Північна й Південна Америки, Австралія, південно-західна Африка. Тютюни — найчастіше однорічні чи багаторічні трави, рідко — кущі чи малі дерева.

## Терміни іетимологія
Українське слово тютюн запозичене з турецької мови (тур. tütün).
Згідно зі «Словарем Грінченка» тютюн традиційно називався словом «табак», у той час як «тютюн» вживалося тільки щодо одного з видів тютюну — Nicotiána rústica (відомого зараз як «махорка»).
Слово табак проходить від фр. tabac, для європейців воно спочатку позначало і рослину і сигару, зроблену з його листя. Це слово, у свою чергу, походить від ісп. tabaco, яке у свою чергу запозичене з мови південноамериканського племені араваків і означало різновид люльки для куріння. Згодом, в іспанській мові, внаслідок семантичного зсуву отримало значення «тютюн».
У португальській мові тютюн як рослину позначало слово pétun (пор. петунія). Ця лексема зникла з португальської літературної мови внаслідок конкуренції з іспанським словом.
Баку́н — у західнополіських говірках «рослина тютюн», у східнополіських говірках — «різновид (сорт) тютюну, Nicotiana».
Рядова назва «Нікоціана» (Nicotiana) введена Далешаном (1586) і походить від прізвища французького посла в Португалії Жана Ніко, з ким зв'язана інтродукція тютюну в Європу.

## Біологічний опис
Тютюн — світлолюбна рослина. При недостатньому освітленні у рослин сповільнюється накопичення сухих речовин, вуглеводів, змінюється текстура листя, знижується ароматичність сировини. Оптимум освітленості тютюну в польових умовах досягається створенням певної густоти рослин, а для отримання тонких, еластичних обгорткових листків для сигар застосовують штучне затінення рослин спеціальними тентами.
Сприятливі температури для росту і розвитку тютюну 21-27°С. Сума біологічно активних температур за період вегетації становить не менше 2000–3000° з тривалістю періоду близько 120—140 днів.

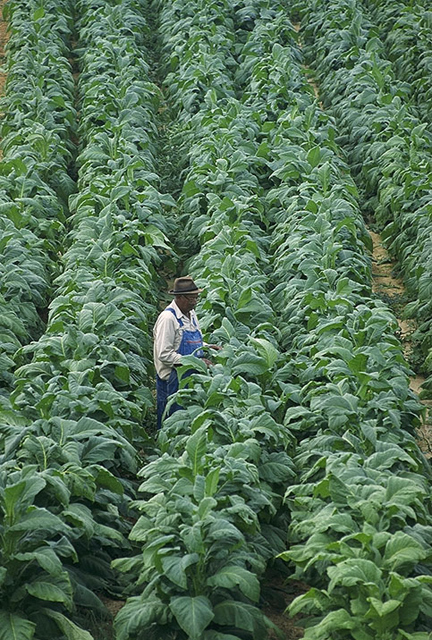
Фермер оглядає рослини тютюну, місто Шатем, штат Вірджинія

Для тютюну характерна висока екологічна пластичність по відношенню до умов вологозабезпеченості. Східні ароматичні дрібнолисті сортотипи тютюну успішно виростають без зрошення в сухих субтропіках при сумі опадів за вегетацію не більше 100—200 мм. Великолисті американські сортотипи тютюну дають хороші врожаї в районах тропіків і вологих субтропіків при 300—500 мм опадів за сезон. Однак надмірне зволоження тютюн не переносить.
Тривалість періоду вегетації тютюну має пряму залежність від середньодобових температур повітря. Так, при середньодобовій температурі 18°С період вегетації тютюну становить 175 днів, при 20°С — 130 днів, а при 26-27°С — 100 днів. Режим середньодобових температур має вирішальне значення особливо в період дозрівання листя: доброякісна сировина виходить тільки в тому випадку, якщо в період технічної зрілості листя середня температура знаходиться на рівні не нижче 20°С. Тому райони помірної зони, що знаходяться північніше липнево-серпневої ізотерми 20°С, вважаються непридатними для вирощування тютюну.
Найкращими ґрунтами для вирощування тютюну типу Вірджинія вважаються супіски на пухких мергелевих піщаних породах, що містять в орному шарі близько 85 % піску і 10 % фізичної глини і рН 5,5-6,5. На більш важких ґрунтах знижується якість тютюнової сировини.
Корінь представників роду тютюн довгий, довжиною близько двох метрів, з добре вираженим стрижневим коренем.
Стебло пряме, округле, розгалужене. Листки великі, черешкові, або сидячі, суцільні, загострені, у багатьох видів з крилатками.

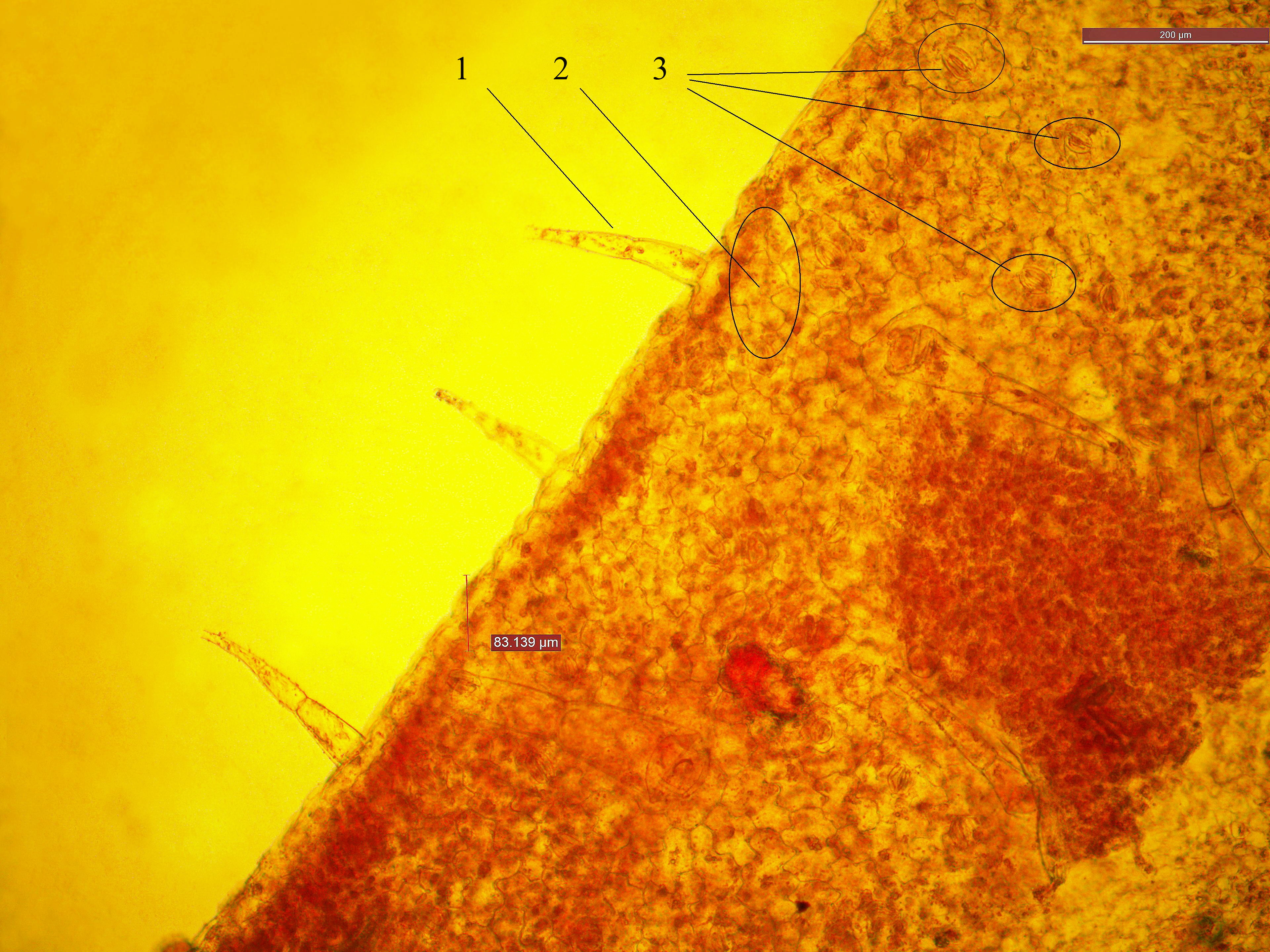
На поверхні листової пластинки тютюну знаходяться Трихома (1), епідермальні клітини (2), продихи (3).

Листки чергові, цілокраї, запушені, черешкові або без черешків, довжина листової пластинки від 12 см у дрібнолистих форм до 50 см у великолистих. Форма листової пластинки — від овальної до ланцетової. Розмір листя значно змінюється залежно від умов зростання, проте зберігається характерне співвідношення довжини до ширини: від 1,2-1,3 у європейських сортотипів до 2,2-2,5 у американських великолистих. Кількість листів на рослині коливається від 16 до 50 і більше. Забарвлення листа від жовто-зеленої до темно-зеленою, вміст нікотину в листі від 0,5 до 3,0 %.
Суцвіття — волоть, щіткоподібне. Квітки тютюну двостатеві, з 5-лопатевою чашечкою і воронкоподібним віночком, білого, рожевого або червоного забарвлення, тичинок п'ять. Стовпчик маточки простий, з голівчастим рильцем, двогніздовою верхньою зав'яззю, оточеній біля основи нектарником. Тютюн має тривалий період цвітіння, тому в місцях вирощування може дати бджолам значну кількість нектару. Мед гіркий на смак, і не придатний як харчовий продукт, але бджоли на ньому можуть зимувати.
Плід — багатонасінна коробочка, при дозріванні розтріскується.

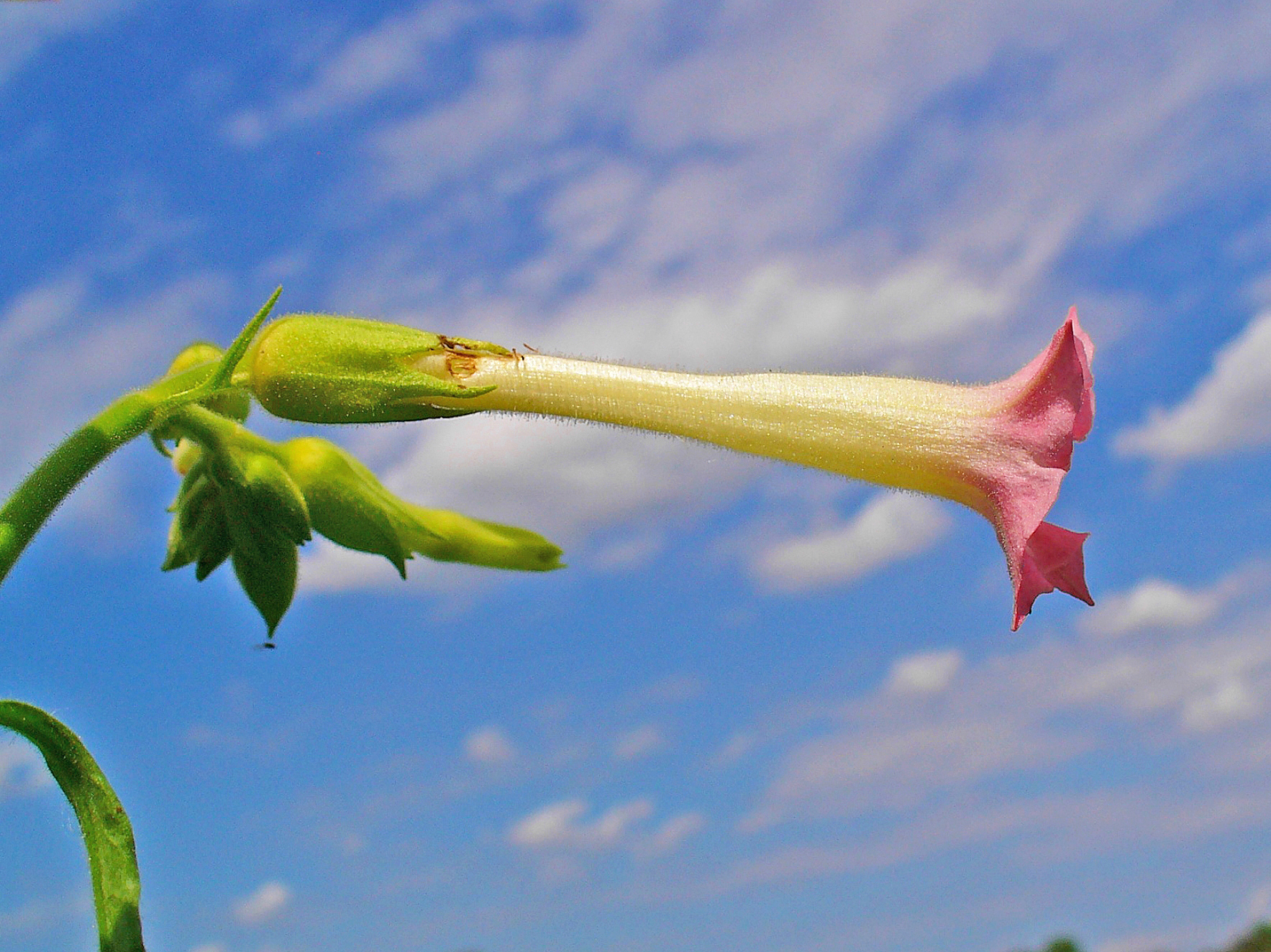
Квітка тютюну звичайного, Штутензее, Німеччина.

Насіння овальне, довгасте, коричневого забарвлення різних відтінків, дуже дрібні — довжина їх дорівнює приблизно 600—850 мікрон, ширина — 450—600 мікрон, 1000 штук насіння важать 0,06 — 0,08 г, число насіння в 1 г досягає 12-15 тисяч. В одній коробочці формується близько 2-4 тисяч насіння. Оболонка насіння комірчаста. Проростає майже все.
Існує безліч шкідників, та захворювань, що уражають тютюн, зокрема — колорадський жук, тютюнова вогнівка, попелиця, тютюнова міль, трипса, бактеріальна рябуха, пестриця, пероноспороз, вірус тютюнової мозаїки, мокрий монтар та інші.

## Види
Систематика роду Тютюн:
Підрід Справжній тютюн Tabacum
- Nicotiana tabacum — Тютюн звичайний
- Nicotiana suaveolens — Тютюн запашний

Підрід Сільський тютюн Rustica
- Nicotiana rustica — махорка
- Nicotiana glauca — Тютюн сизий Тютюнове дерево, Тютюн деревоподібний

Підрід Петунієподібний тютюн Petunioides
- Nicotiana alata — Тютюн крилатий
- Nicotiana sanderae — Тютюн Сандер = Nicotiana alata × Nicotiana forgetiana
- Nicotiana forgetiana — Тютюн Форгета

Невизначено:
- Nicotiana acaulis
- Nicotiana acuminata — Тютюн загострений
- Nicotiana africana
- Nicotiana ameghinoi
- Nicotiana amplexicaulis
- Nicotiana arentsii
- Nicotiana attenuata — Тютюн відтягнутий
- Nicotiana azambujae
- Nicotiana benavidesii
- Nicotiana benthamiana
- Nicotiana bonariensis
- Nicotiana burbidgeae
- Nicotiana cavicola
- Nicotiana clevelandii — Тютюн Клівленда
- Nicotiana corymbosa
- Nicotiana cutleri
- Nicotiana debneyi
- Nicotiana edwardsonii
- Nicotiana excelsior — Тютюн підвищений
- Nicotiana fragrans
- Nicotiana glutinosa — Тютюн клейкий
- Nicotiana flindersiensis
- Nicotiana goodspeedii
- Nicotiana gossei
- Nicotiana graciliflora
- Nicotiana heterantha
- Nicotiana knightiana
- Nicotiana langsdorffii — Тютюн Ланґсдорфа
- Nicotiana linearis
- Nicotiana longibracteata
- Nicotiana longiflora
- Nicotiana maritima
- Nicotiana megalosiphon
- Nicotiana miersii
- Nicotiana monoschizocarpa
- Nicotiana mutabilis
- Nicotiana noctiflora
- Nicotiana obtusifolia — Тютюн притуплений
- Nicotiana cordifolia
- Nicotiana occidentalis
- Nicotiana otophora
- Nicotiana paa
- Nicotiana pandurata
- Nicotiana paniculata — Тютюн волотистий
- Nicotiana pauciflora
- Nicotiana petunioides
- Nicotiana plumbaginifolia
- Nicotiana quadrivalvis
- Nicotiana raimondii
- Nicotiana repanda
- Nicotiana rosulata
- Nicotiana rotundifolia
- Nicotiana setchellii
- Nicotiana simulans
- Nicotiana solanifolia
- Nicotiana spegazzinii
- Nicotiana stocktonii
- Nicotiana sylvestris — Тютюн лісовий
- Nicotiana thyrsiflora
- Nicotiana tomentosa — Тютюн повстяний
- Nicotiana tomentosiformis
- Nicotiana trigonophylla
- Nicotiana truncata
- Nicotiana umbratica
- Nicotiana undulata
- Nicotiana velutina
- Nicotiana wigandioides
- Nicotiana wuttkei

## Історія поширення тютюну
Історичною Батьківщиною тютюну є Північна і Південна Америки. В 1492 році під час експедиції до Америки Христофор Колумб висадившись на острові Гаунангані, названому ними (першовідкривачами) Сан-Сальвадор, побачив тютюн. Першовідкривачі з подивом спостерігали як місцеві жителі втягували в себе дим із тліючих листків якоїсь рослини, а також — як жують і проковтують його. Аборигени називали згортки висушеного листя «табако» і «сигаро». Колумб привіз тютюн до іспанського королівського двору, де рослину довгий час вирощували як декоративну.
У Францію тютюн потрапив у 1556 році з Бразилії. Його було привезено з подорожі монахом Андре Теве. Андре в околицях свого міста Ангулеме засіяв плантацію тютюну. Згодом цю рослину називали «ангулемською травою». Кардинал Рішельє в 1621 році ввів податок на продаж тютюну. Міністр Кольбер зробив з виробництва і продажу тютюну королівську монополію. В ті часи виробництво тютюну було найрозвинутішим в Європі.
До 1600 року в американських колоніях Іспанії з'явилися комерційні плантації тютюну. У 1612 році Джон Ролф зібрав перший свій урожай в англійській колонії Джеймстаун (Вірджинія), після чого країнами, в які він завозився з цих плантацій був охрещений вірджинський.
Тютюн широко вирощують на різних континентах, у тому числі в Африці, де площі плантацій становлять понад 300 тис. га, а загальне виробництво перевищує 250 тис. т. Основна частина тютюну йде на експорт.
В Україні тютюн, завезений із Туреччини, почали вирощувати з кінця XVI століття. У Батуринських статтях 1663 року, що їх уклав 17 грудня в Батурині гетьман Іван Брюховецький з представниками царського уряду, українським купцям заборонялося вивозити тютюн і горілку в російські міста, щоб не порушувалася державна горілчана й тютюнова монополія в Росії.
У 1717 році з указу Петра І збудовано в Охтирці (Харківщина) першу в Україні (і в Російській Імперії) тютюнову фабрику, що мала плантації найкращих сортів тютюну (50 га). В Україні площа під тютюном і махоркою постійно зростала: з 550 га у 1727 до 22 000 га у 1860.
У 1920 — 30-х роках посівні площі під тютюном і махоркою значно зросли; з 1950-х років площа під тютюном не зазнала значних змін, натомість зменшилася площа під махоркою (її перестали курити). Зміни посівної площі в УРСР подано у таблиці (у тис. га):
|         | 1913 | 1940 | 1950 | 1960 | 1970 |
| тютюн   | 8,6  | 22,3 | 21,1 | 25,6 | 24,8 |
| махорка | 16,1 | 39,5 | 35,9 | 16,7 | 2,2  |

У 1950-х роках площа тютюну в УРСР становила до 30 % загальносоюзної, тепер близько 17 %. Валовий збір тютюну в УРСР становив 1970 23 тис. т, махорки — 2,3 тис. т; урожай 9,3 і 10,6 центнерів з га.
Основні посівні площі тютюну розміщені на Поділлі (зокрема в Тернопільській і Хмельницькій областях, на Покутті, у Криму і на Закарпатті, а також на Кубані й чорноморському узбережжі Кавказу.
Вітчизняний тютюн вирощують, в основному, на Кримському півострові, а також у Вінницькій, Закарпатській, Івано-Франківській, Хмельницькій і Тернопільській областях. Станом на 2007—2008 роки прикладом олігопольного ринку в Україні був і залишається ринок тютюнових виробів, де загальна частка п'яти найбільших суб'єктів господарювання становить 97 % ринку.

## Тютюн в культурі

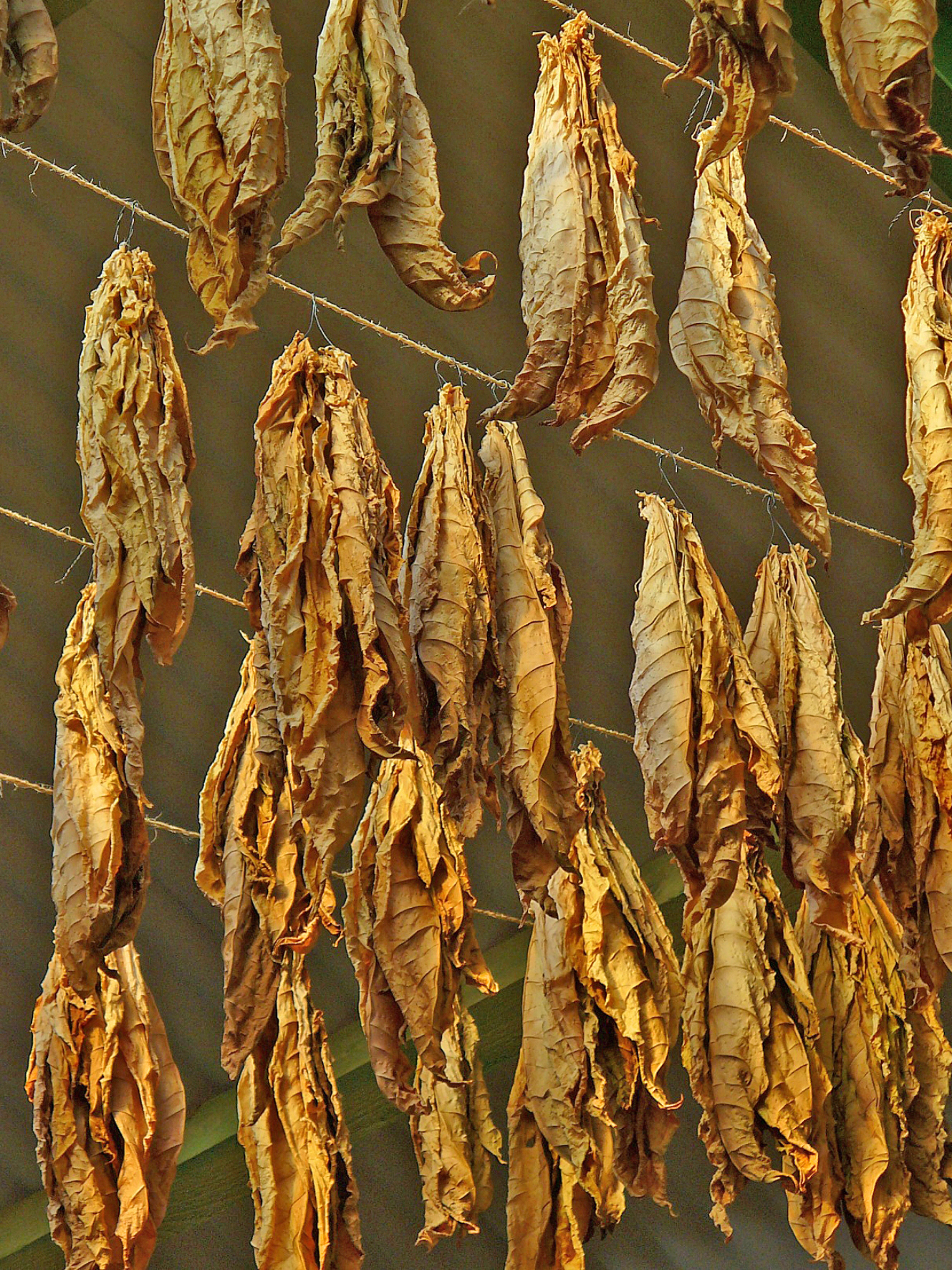
Висушене листя тютюну звичайного.

У агрокультурі значення мають лише два види тютюну — махорка (N. rustica L.) і тютюн (N. tabacum L.). Це однорічні рослини, обидві поширені в Україні.
З тютюну виготовляють вироби для тютюнопаління: сигарети, сигари, також товарний тютюн для паління, люльковий; нюхальний тютюн і тютюн для жування; з відходів одержують цитринову кислоту, препарати для боротьби з шкідниками сільського господарства тощо.
Для отримання курильного і нюхального тютюну листя рослини піддають складній обробці — сортуванню, в'яленню, ферментації, сушінню. Після цього з листків роблять подрібнений матеріал.
Хімічний склад обробленого листя тютюну такий: нікотину 1—4 %, вуглеводів 2-20 %, органічних кислот 5-17 %, білків 1—13 %, ефірних олій 0,1—1,7 %. Середня зольність тютюнів становить 15-18 %, махорки 20-25 % (із підвищенням вмісту золи погіршується
якість тютюну).
Від різного співвідношення речовин, що входять до складу тютюну, залежить його якість. У вищих сортів вуглеводи переважають над білками, у нижчих — навпаки. Специфічний аромат обумовлюється вмістом ефірних олій.
Гібрид тютюну використовують для отримання біопалива для реактивних двигунів.